# Coupe d'Allemagne de football 1970-1971
Navigation
Édition précédente Édition suivante
La coupe d'Allemagne de football 1970-1971 est la vingt huitième édition de l'histoire de la compétition. La finale a lieu à Stuttgart au Neckarstadion.
Le Bayern Munich remporte le trophée pour la cinquième fois de son histoire. Il bat en finale le FC Cologne, sur le score de 2 buts à 1 en prolongation.

## Premier tour
Les résultats du premier tour.
| Date           | Domicile                | Extérieur                | score           |
| -------------- | ----------------------- | ------------------------ | --------------- |
| 12 - 12 - 1970 | Hanovre 96              | Hambourg SV              | 2 - 3 (a . p .) |
| 12 - 12 - 1970 | SSV Reutlingen 05       | 1. FC Cologne            | 2 - 5           |
| 12 - 12 - 1970 | TSV Westerland          | Borussia Dortmund        | 0 - 4           |
| 12 - 12 - 1970 | SG Wattenscheid 09      | Hertha BSC Berlin        | 1 - 2           |
| 12 - 12 - 1970 | VfR Heilbronn           | Kickers Offenbach        | 2 - 0           |
| 12 - 12 - 1970 | SV Alsenborn            | Borussia Mönchengladbach | 1 - 1 (a . p .) |
| 12 - 12 - 1970 | Borussia Neunkirchen    | 1. FC Kaiserslautern     | 0 - 1           |
| 12 - 12 - 1970 | SV Tasmania Berlin      | Eintracht Brunswick      | 1 - 0           |
| 12 - 12 - 1970 | Rot-Weiß Oberhausen     | Rot-Weiss Essen          | 4 - 3           |
| 13 - 12 - 1970 | Kieler SV Holstein      | VfB Stuttgart            | 2 - 1           |
| 13 - 12 - 1970 | VfL Wolfsbourg          | FC Schalke 04            | 2 - 2 (a. p.)   |
| 13 - 12 - 1970 | Wuppertaler SV          | Arminia Bielefeld        | 5 - 0           |
| 13 - 12 - 1970 | Kultur SV Hessen Kassel | Bayern Munich            | 2 - 2 (a . p .) |
| 13 - 12 - 1970 | FC St. Pauli            | Eintracht Francfort      | 2 - 3 (a . p .) |
| 13 - 12 - 1970 | Fortuna Düsseldorf      | Werder Brême             | 3 - 1 (a . p .) |
| 13 - 12 - 1970 | FC Homburg-Saar         | MSV Duisbourg            | 1 - 1 (a . p .) |

Matchs rejoués
| Date           | Domicile                 | Extérieur               | Score             |
| -------------- | ------------------------ | ----------------------- | ----------------- |
| 23 - 12 - 1970 | FC Schalke 04            | VfL Wolfsburg           | 1 - 1 (tab 3 - 1) |
| 23 - 12 - 1970 | Bayern Munich            | Kultur SV Hessen Kassel | 3 - 0             |
| 23 - 12 - 1970 | MSV Duisbourg            | FC Homburg-Saar         | 4 - 0             |
| 30 - 12 - 1970 | Borussia Mönchengladbach | SV Alsenborn            | 3 - 1             |

## Huitièmes de finale
Les résultats des huitièmes de finale.
| Date           | Domicile             | Extérieur                | score      |
| -------------- | -------------------- | ------------------------ | ---------- |
| 20 - 02 - 1971 | 1. FC Kaiserslautern | Bayern Munich            | 1 - 1 a.p. |
| 20 - 02 - 1971 | Eintracht Francfort  | 1. FC Cologne            | 1 - 4      |
| 20 - 02 - 1971 | Hambourg SV          | Borussia Dortmund        | 3 - 1 a.p. |
| 20 - 02 - 1971 | Fortuna Düsseldorf   | Wuppertaler SV           | 4 - 0      |
| 20 - 02 - 1971 | MSV Duisbourg        | SV Tasmania Berlin       | 2 - 0      |
| 20 - 02 - 1971 | Kieler SV Holstein   | Rot-Weiß Oberhausen      | 2 - 5 a.p. |
| 20 - 02 - 1971 | Hertha Berlin        | Borussia Mönchengladbach | 1 - 3      |
| 20 - 02 - 1971 | FC Schalke 04        | VfR Heilbronn            | 4 - 0      |

Match rejoué
| Date           | Domicile      | Extérieur            | score |
| -------------- | ------------- | -------------------- | ----- |
| 30 - 03 - 1971 | Bayern Munich | 1. FC Kaiserslautern | 5 - 0 |

## Quarts de finale
Les résultats des quarts de finale.
| Date           | Domicile           | Extérieur                | Score |
| -------------- | ------------------ | ------------------------ | ----- |
| 07 - 04 - 1971 | Bayern Munich      | MSV Duisbourg            | 4 - 0 |
| 07 - 04 - 1971 | 1. FC Cologne      | Hambourg SV              | 2 - 0 |
| 08 - 04 - 1971 | Fortuna Düsseldorf | Borussia Mönchengladbach | 3 - 1 |
| 08 - 04 - 1971 | FC Schalke 04      | Rot-Weiß Oberhausen      | 1 - 0 |

## Demi-finales
Les résultats des demi-finales.
| Date           | Domicile           | Extérieur     | Score |
| -------------- | ------------------ | ------------- | ----- |
| 12 - 05 - 1971 | Fortuna Düsseldorf | Bayern Munich | 0 - 1 |
| 12 - 05 - 1971 | FC Schalke 04      | 1. FC Cologne | 2 - 3 |

## Finale
| Entraîneur : |
| Udo Lattek   |

| Entraîneur : |
| Ernst Ocwirk |

| Entraîneur : |
| Udo Lattek   |

| Entraîneur : |
| Ernst Ocwirk |